# Sándor Dénes
Sándor Dénes (Zetelaka, 1936. december 12. – Csíkszereda, 2016. augusztus 12.) erdélyi magyar középiskolai tanár, eszperantista. 2006 eleje óta az idegen nyelvű (főleg eszperantó) wikipédiákba írt előbb Desha, majd Zetey, illetve Zetey2 néven Erdélyhez, Magyarország egykori történelmi régiójához kapcsolódó szócikkeket.

## Élete
A székelyföldi Zetelakán született, ahol elemi iskoláit is végezte. 1954-ben az egykori Székelykeresztúri Állami Tanítóképzőben tanítói oklevelet, 1959-ben pedig a Bolyai Tudományegyetem magyar nyelv és irodalom szakán középiskolai tanári diplomát szerzett.
Gyergyótölgyesen, Ditrón és Csíkszeredában tanított magyar nyelv és irodalmat, a Gyergyószentmiklósi körzetben és 1968 és 1984 között a Hargita kerületben. Szakfelügyelő is volt. 1990 és 2000 között a NyIT Egyesület igazgatósági tagja és a NyITLapok folyóirat szerkesztője volt (1990–1996). 1991-ben a Bolyai Nyári Akadémia szervezője volt a magyar nyelv és irodalom tanulmányi és irodalmi versenynek határon túli középiskolások számára. Az 1989-es változás után  újraalakul a magyar tannyelvű 1-es számú Általános Iskola, amelynek igazgató lesz, és vezetésével 1990. március 14-én az iskola felveszi a Petőfi Sándor Általános Iskola nevet.
2000. november 1-je óta nyugdíjasként Csíkszeredában élt. Könyveket és cikkeket publikált a Hargita, a Hargita Népe, a Csodaceruza, a Tanügyi Újság, a Közoktatás című újságokban. Közreműködött a magyar nyelv és irodalom tanítását célzó középiskolai tanterv kidolgozásában, amelyet 1998-ban publikáltak a Korunk magazinban.
Anyanyelvén, a magyaron kívül magas szinten tudott kommunikálni eszperantó és román nyelven, angolul, németül, franciául középhaladó szinten, olaszul és oroszul is tudott írni-olvasni.

## Családja
Fia Sándor Levente reklámgrafikus (1963), lánya Sándor Anikó pszichológus (1972 k.).

## Tanulmányai, recenziói
- Számszimbolika Vörösmarty Mihály: A Guttenberg-albumba című versében[2]
- Világlátott egérke, Kányádi Sándor meseregényének ismertetője a Csodaceruza 2001. októberi, első számában[3]
- Világlátott egérke, tanulmány Kányádi Sándor gyermekprózájáról, Kortárs gyermekkönyvek sorozat, Cicero Könyvkiadó, Budapest, 2001
- Fodor Sándor: Csipike meseciklusának recenziója a Csodaceruza 2001. novemberi, második számában
- Andersen világa, tanulmány Hans Christian Andersen meséiről, a Csodaceruza 2002. 4. számában
- Mennyit ér a hetedik krajcár?, a Hét krajcár című Móricz Zsigmond-novella kapcsán a Csodaceruza 2002. 5. számában[4]
- Bara Katalin—Csutak Judit—Sándor Dénes: Tantervreform-alternatívák[5]
- Wikipédia-könyv: Romániai magyarok[6]

## Fordítás
- Ez a szócikk részben vagy egészben  a   Sándor Dénes című eszperantó Wikipédia-szócikk ezen változatának fordításán alapul.  Az eredeti cikk szerkesztőit annak laptörténete sorolja fel. Ez a jelzés csupán a megfogalmazás eredetét és a szerzői jogokat jelzi, nem szolgál a cikkben szereplő információk forrásmegjelöléseként.